# Iphikrates
Iphikrates (altgriechisch Ἰφικράτης Iphikrátēs; * 415 v. Chr.; † um 353 v. Chr.) war ein athenischer Feldherr in der ersten Hälfte des 4. Jahrhunderts v. Chr.
Iphikrates stammte aus der attischen Gemeinde Rhamnus, sein Vater hieß Timotheos. Als junger Mann übernahm Iphikrates im Korinthischen Krieg das Kommando über ein Söldnerheer und veranlasste eine Heeresreform, bei der die Fixierung auf Hopliten durch eine stärkere Betonung der agileren, leicht bewaffneten Peltasten relativiert wurde. Während Iphikrates die Ausrüstung des Hopliten leichter gestaltete, um eine größere Beweglichkeit zu ermöglichen, erhielten die Peltasten stärkere Schilde und Helme, um im Nahkampf besser bestehen zu können. Die Waffengattungen näherten sich also einander an. Auch wurden mehr und größere Einheiten aus Peltasten gebildet, die nun auch weitgehend selbständig operieren konnten. Er errang (zwischen 393 und 390 v. Chr.) mit diesen neuen Peltasten einen Erfolg gegen eine lakedaimonische Hopliteneinheit (Schlacht bei Lechaion) und kämpfte dann in Thrakien. 389/88 v. Chr. operierte er erfolgreich gegen den spartanischen Feldherrn Anaxibios.
Nach Abschluss des Königsfriedens (386 v. Chr.) trat er in den Dienst des Thrakerkönigs Kotys I. und heiratete dessen Tochter. 374/373 v. Chr. wurde er an Persien „verliehen“, um unter Artaxerxes II. das Kommando im Kampf gegen den ägyptischen König Nektanebos I. zu übernehmen. Die Schlacht ging für Artaxerxes II. allerdings verloren. In den folgenden Jahren kämpfte Iphikrates für Athen und später für Sparta gegen die Thebaner.
368 v. Chr. flüchtete Eurydike, die Witwe des ermordeten Makedonenkönigs Amyntas III., nach der Ermordung ihres Sohnes (König Alexander) zu ihm, als er gerade an der thrakischen Küste operierte, um das Leben ihres anderen Sohnes und Thronfolgers Perdikkas III. zu schützen.
Nach einigen Jahren in Thrakien, wo er zeitweilig gegen Athen gekämpft hatte, führte Iphikrates im Bundesgenossenkrieg 357/356 v. Chr. zusammen mit Timotheos und seinem Sohn Menestheus die athenische Flotte gegen die abtrünnigen Inseln Chios und Rhodos. Wegen ausbleibenden Erfolgs wurden die Feldherren auf Dauer ihrer Ämter enthoben. Iphikrates starb kurz danach.
Sein Leben ist von Cornelius Nepos in einem kurzen Abriss beschrieben worden.